# Ku Bon-chan
Ku Bon-chan, född 31 januari 1993, är en sydkoreansk bågskytt som vann guld individuellt och i lagtävlingen vid Olympiska sommarspelen 2016.